# 毬村昌平
毬村 昌平（まりむら しょうへい ）は、日本の書家。大阪府大阪市出身の筆跡診断アドバイザー。

## 沿革
幼少より書の道を志し、9歳で谷口遊神に手解きを受ける。
21歳で第1回読売書法展に初出品初入賞。23歳の時、榊莫山が中心で開催された大中国展で裏方を務める。24歳で北京大学の文物鑑定の楊教授より書画の真贋等目利きの指導を仰ぎ、30歳で台湾へ渡り、丁錦泉に創作指導を受ける。32歳で日展審査員（京都）の中島晧象に師事。王羲之、木簡を古典の基本とした創作活動にはいる。
師没後、書活動を一時休止、台湾の大手放送局である民視『GOGOJAPAN來去日本』の番組に対するコメントをインターネットのHPで公表したところ、番組制作者、監督及び局上層部に目が留まる。以後、日本駐在の番組宣伝担当を依頼され、引き続き執筆活動に入りながら視聴率獲得に尽力する。ロケでは、相馬茜、小濱隆司らと行動を共にする。

## 芸歴・賞歴
- 日本書芸員審査員
- 読売書法展評議院
- 長興会理事
- 全関西美術展入賞
- 産経新聞、日本の書展秀抜作家メンバー
- 訪中台香、12
- 元中華学校教師 進路指導主任
- 筆跡診断アドバイザー

## 番組
- FTV民視『GOGOJAPAN來去日本』